# Lindora Araújo
Lindora Maria Araújo é uma jurista brasileira. Integrante do Ministério Público Federal desde 1984, exerceu o cargo de vice-procuradora-geral da República de 2022 a 2023.
Atuou como coordenadora das ações da Operação Lava Jato e representou o Ministério Público no Superior Tribunal de Justiça (STJ). Também atuou como substituta do vice-procurador geral da República e do vice-procurador geral eleitoral. Em 4 de abril de 2022, tornou-se vice-procuradora geral da República na gestão de Augusto Aras.
Ela foi considerada uma das pessoas mais conservadoras e próximas a Jair Bolsonaro no Ministério Publico. 

## Biografia

### Formação
Lindora Araújo estudou no Colegio Sevigne em Porto Alegre. É formada em Direito pela Universidade Federal do Rio Grande do Sul (UFRGS), onde foi colega da ministra Maria Cristina Peduzzi.

### Carreira
Ingressou no Ministério Público Federal como procuradora da República em 1984. Atuou na diretoria da Associação Nacional dos Procuradores da República (ANPR) durante a presidência de Roberto Gurgel entre 1987 e 1989. Foi promovida a subprocuradora geral em 2003, por merecimento, após atuar como procuradora regional na Procuradoria Regional da República da 2ª Região, no Rio de Janeiro.
Foi diretora geral da Escola Superior do Ministério Publico Federal (MPF) e representou o órgão perante o Superior Tribunal de Justiça (STJ).
Deixou o cargo de vice-procuradora-geral em 27 de setembro de 2023, quando a procuradora-geral interina Elizeta Ramos designou a procuradora Ana Borges Coêlho Santos.

### Atuação no STJ
Lindora foi responsável pela denúncia da Operação Navalha em 2008. e pelo recurso da PGR contra a anulação da Operação Satiagraha em 2013.
Após a posse de Augusto Aras como procurador geral da República, ela voltou a representar o Ministério Público perante o STJ, tendo atuado na Operação Faroeste, que investiga o poder judiciário na Bahia.
Também ficou conhecida por sua atuação no chamado "Covidão", onde foi responsável pelas investigações contra os governos estaduais suspeitos de desvios de verba durante a pandemia de COVID-19. Denunciou os governadores Wilson Witzel (PSC), Mauro Carlesse (DEM) e Wilson Lima (MDB), sendo os dois primeiros afastados como resultado. Também enviou ofícios aos governadores que insinuavam mau uso das verbas federais no combate a pandemia, fato que fez com que o Consórcio do Nordeste entrasse com uma representação contra ela no Conselho Nacional do Ministério Público (CNMP). O fato de ser considerada bolsonarista serviu como argumento, visto que o presidente Jair Bolsonaro havia insinuado que os governadores estavam praticando desvios de verba, e consequentemente fazendo com que Lindora fosse acusada de agir por interesse do presidente.

### Lava Jato
No inicio da Lava Jato, Lindora era considerada uma forte aliada em Brasília e mantinha relações boas com a força tarefa. Além disso assinou uma lista junto com outros procuradores em apoio a nomeação de Sérgio Moro ao Ministério da Justiça.
Em janeiro de 2020, após a saída de José Adônis Callou do cargo de coordenador do grupo de trabalho da Operação Lava Jato, Lindora foi nomeada coordenadora. No entanto, mais tarde no mesmo ano, entrou em atrito com a força tarefa ao solicitar os dados da Lava Jato em Curitiba. Tal fato resultou na renúncia de parte de sua equipe em Brasília. Posteriormente, ela desistiu de eleição ao Conselho Superior do Ministério Publico, que ocorreria pouco depois.
Após a dissolução da Lava Jato, Lindora passou a coordenar o Grupo de Trabalho para Operações Criminais no Supremo Tribunal Federal.

### Vice-Procuradora Geral da República
Tida como braço-direito de Aras e pessoa de sua extrema confiança, Lindora substituiu Humberto Jacques de Medeiros em abril de 2022. 
Mais tarde no mesmo mês, Lindora pediu a condenação de Daniel Silveira no STF. Silveira acabou condenado, mas prontamente recebeu uma graça presidencial de Bolsonaro, que foi eventualmente aceita e apoiada pela própria Lindora. 
Em julho, Lindora pediu o arquivamento das apurações realizadas pela CPI da Covid, dizendo que não haviam indícios de crime por parte de Bolsonaro que justificasse dar prosseguimento as investigações na PGR e que a CPI havia agido de forma politica. Por sua reputação bolsonarista, os senadores acusaram a procuradora de agir de maneira politica para blindar Bolsonaro e prontamente pediram uma abertura de inquérito para investiga-la por prevaricação. A queixa-crime acabou sendo rejeitada por Dias Toffoli em setembro do mesmo ano.

Enquanto atuou no inquérito dos atos antidemocráticos, a vice-procuradora insinuou que o ministro Alexandre de Moraes teria autorizado procedimentos ilegais, decretado prisões sem fundamento e tentado promover o que na Justiça se chama de “pesca probatória”. Lindora peticionou várias vezes no sentido de relaxar a prisão preventiva do ajudante de ordens de Bolsonaro, o tenente-coronel Mauro Cid, bem como fez defesas atípicas de um acusado, apontando supostos deslizes procedimentais que, em sua avaliação, sugeririam precipitação por parte do juiz relator no curso do inquérito.